# La Muedra
La Muedra es un despoblado del municipio de Vinuesa, en la provincia de Soria, partido judicial de Soria, comunidad autónoma de Castilla y León, España. Pueblo de la comarca de Pinares. La localidad quedó anegada cuando se construyó el pantano de la Cuerda del Pozo.

## Historia
A la caída del Antiguo Régimen la localidad se constituye en municipio constitucional en la región de Castilla la Vieja, partido de Soria que en el censo de 1842 contaba con 51 hogares y 200 vecinos.
A mediados del siglo XX, el término se incorpora al municipio de Vinuesa, ya que la localidad quedó anegada cuando se construyó el pantano de la Cuerda del Pozo o de La Muedra. El proyecto fue aprobado en 1923 y la inauguración se realizó en 1941.

## Demografía
| Gráfica de evolución demográfica de La Muedra entre 1842 y 1930 |
| |
| Población de derecho según los censos de población del INE Población de hecho según los censos de población del INEEntre el censo de 1940 y el anterior, este municipio desaparece porque se integra en el municipio 42215 (Vinuesa) |

## Patrimonio
- Iglesia de San Antonio Abad, se conserva el campanario que asoma entre las aguas.
- Ermita de la Soledad (desaparecida).